# Linda Williams
Linda Williams (nome verdadeiro: Henriëtte Willems, Valkenswaard,  11 de junho de  1955-) , é uma cantora neerlandesa que ficou conhecida por ter representado os Países Baixos no Festival Eurovisão da Canção 1981 que se realizou em Dublin.
Williams era uma desconhecida na altura em que participou com duas canções na seleção neerlandesa para o Festival Eurovisão da Canção 1981, que substiuiu à última hora Oscar Harris.Uma das suas canções , "Het is een wonder" ("É um milagre") venceu a competição, enviando Williams rumo ao Festival Eurovisão da Canção 1981 que teve lugar em Dublin em 4 de abril desse ano.  "Het is een wonder" terminou a competição em 9.º lugar, entre 20 canções.
A seguir à sua participaçãp na Eurovisão gravou alguns singles que passaram despercebidos, mesmo nos Países Baixos e caiu na obscuridade. Ela regressou à  Eurovisão em Festival Eurovisão da Canção 1999, como membro do coro da canção belga "Like the wind", interpretada por  Vanessa Chinitor.